# 人民日报社

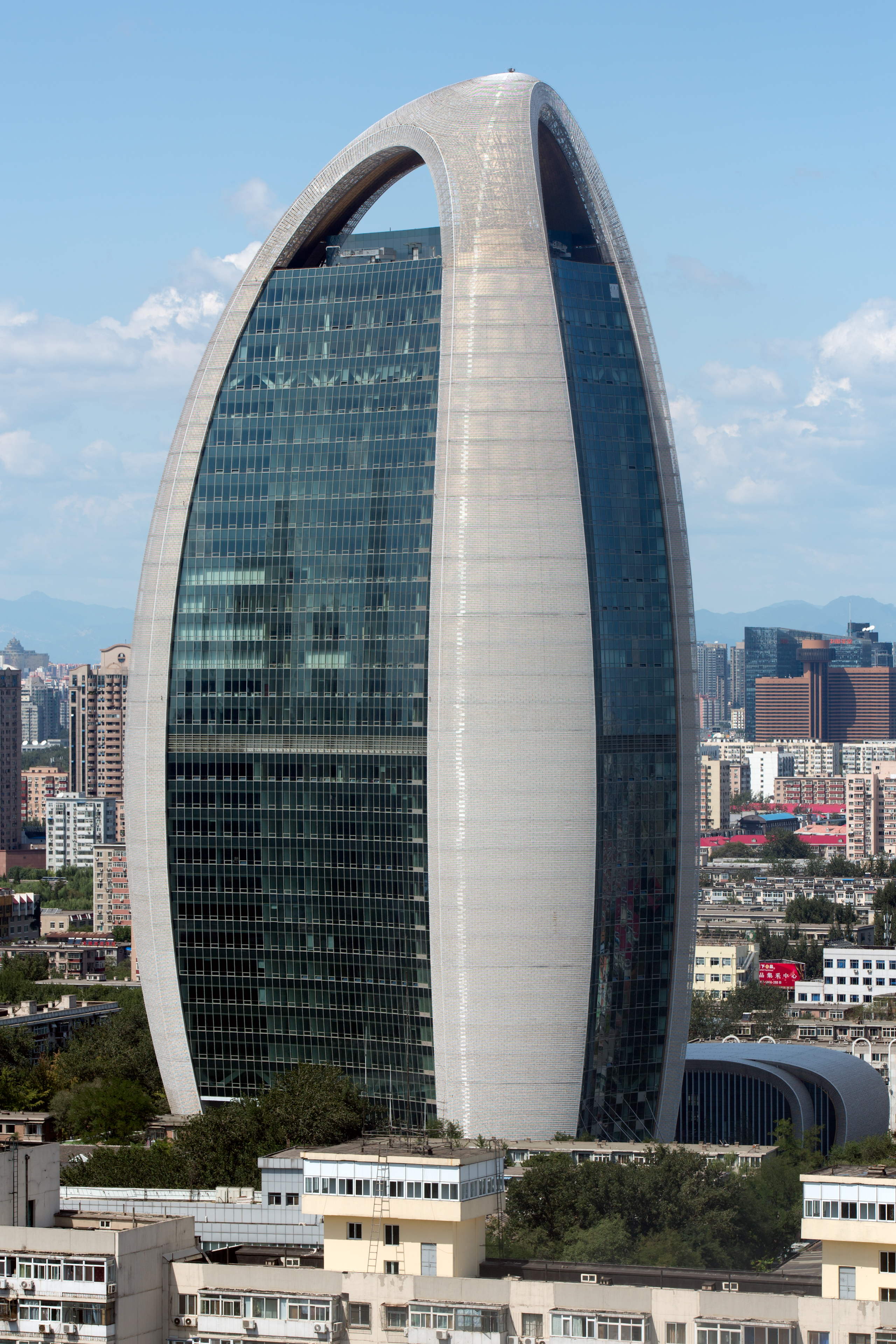
報社總部位於人民日报社新媒体大厦

人民日报社，是中共中央直属事业单位，也是中共中央的新闻机构，该组织机关报《人民日报》的出版社。2009年，经中共中央批准，人民日报社进行机构与职能调整改革，后又根据发展需要进行局部调整，实行“编委会领导下的社长负责制”。形成由23个内设机构、1个所属事业单位、72个派出机构、30种社属报刊及若干个社属企业组成的基本架构。

## 社址

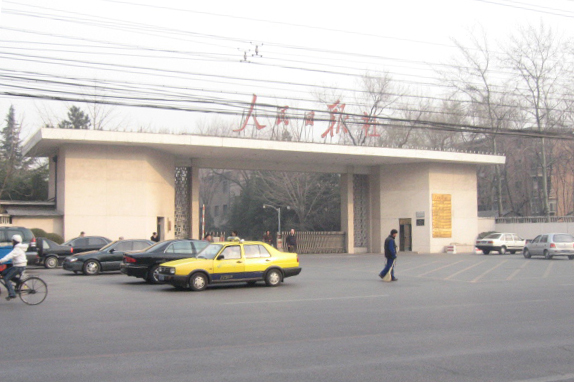
人民日报社西门（2007年）

1949年北平和平解放时，人民日报社接管了王府井大街原117号（现277号）的《华北日报》社址。
1972年，美国总统理查德·尼克松访问中国时携带一份彩印版《纽约时报》，使毛泽东下决心出版彩色报纸，这一任务落实到《人民日报》和《解放军报》，这两间报社受周恩来指示，组织人员到西德、英国、日本考察彩色印刷设备。1973年1月25日，人民日报社在向国务院递交的《关于<人民日报>彩色印刷建厂问题请示报告》中提出了三种方案：现址扩建；迁至城区附近一所停办的大学；在适当地点全部新建。人民日报社在与北京市规划局研究后，倾向于在北京站对面已下马的拟建科技馆用地新建印报厂房的方案，但周恩来更倾向于利用停办大学校址的方案，在该方案旁批注“最好！！”、“为什么找不到？”。
1973年9月22日，人民日报再次向中央起草《关于人民日报明、后两年基本建设计划的请示报告》，称“在王府井地区扩建厂房困难很大”，已订购的四台小型轮印机只能暂时安装在位于使馆区的报社东郊分厂，唯因影响使馆区的秩序，只能短时间试印。该报告建议“厂房和办公楼全部迁出王府井，另外选地建筑”，但并未提及具体选址。9月24日，周恩来对此报告作出“特急”批示，坚持认为“两报（人民日报、解放军报）的新馆址，只能选空出大学、学院改建”，人民日报社派人在北京市内寻找已停办的院校，此后在北京市规划局郊区组负责人茹洪才协助下，选出了7个备选方案：木樨地桥东南侧的政法学院（现中国人民公安大学木樨地校区）、木樨地桥西的一片空地（今中国科技会堂一带）、军事博物馆西侧路北农田（后建成中央电视台彩色电视中心）、东城方巾巷停工的国际饭店、东郊化工区大郊亭地区、东郊王四营垡头地区、停办的原北京机械学院（北京东郊京通公路北侧，已迁至陕西办学）。因地质结构理想且“农转非”问题较少，机械学院方案最终于1973年10月19日确定。
1980年5月25日，人民日报社正式迁入金台西路2号院现址（原北京机械学院）。
2010年5月19日，人民日报社新媒体大厦以“报刊综合业务楼”的名义奠基，2015年8月落成。

## 机构设置
根据有关规定，人民日报社设置下列机构：

### 内设机构
- 办公厅
- 总编室
- 新闻协调部
- 地方部
- 经济社会部
- 政治文化部
- 国际部
- 文艺部
- 评论部
- 理论部
- 内参部
- 体育部
- 研究部
- 人事局
- 计划财务部
- 管理保障局
- 技术部
- 对外交流合作部
- 发行出版部
- 企业监管部
- 机关党委
- 离退休干部局
- 人民日报海外版编辑部

### 派出机构
国内分社
- 北京分社
- 天津分社
- 上海分社
- 重庆分社
- 河北分社
- 山西分社
- 内蒙古分社
- 辽宁分社
- 吉林分社
- 黑龙江分社
- 江苏分社
- 浙江分社
- 安徽分社
- 福建分社
- 江西分社
- 山东分社
- 河南分社
- 湖北分社
- 湖南分社
- 广东分社
- 广西分社
- 海南分社
- 四川分社
- 贵州分社
- 云南分社
- 西藏分社
- 陕西分社
- 甘肃分社
- 宁夏分社
- 青海分社
- 新疆分社

特别行政区分社
- 香港分社
- 澳门分社

国外分社
- 阿联酋分社
- 巴基斯坦分社
- 朝鲜分社
- 哈萨克斯坦分社
- 韩国分社
- 蒙古分社
- 日本分社
- 泰国分社
- 叙利亚分社
- 以色列分社
- 印度分社
- 印度尼西亚分社
- 越南分社
- 埃及分社
- 科特迪瓦分社
- 南非分社
- 尼日利亚分社
- 突尼斯分社
- 比利时分社
- 波兰分社
- 德国分社
- 俄罗斯分社
- 法国分社
- 塞黑分社
- 罗马尼亚分社
- 瑞典分社
- 乌克兰分社
- 西班牙分社
- 意大利分社
- 英国分社
- 加拿大分社
- 美国华盛顿分社
- 美国洛杉矶分社
- 墨西哥分社
- 阿根廷分社
- 巴西分社
- 委内瑞拉分社
- 澳大利亚分社
- 联合国分社

### 直属事业单位
- 人民日报社新媒体中心

### 直属企业单位
- 人民日报出版社
- 人民日报印刷厂
- 中闻印务投资集团[1]

## 报刊业务
人民日报社除出版《人民日报》、《人民日报海外版》、《人民日报藏文版》外，同时还主管主办30种社属报刊：
- 《环球时报》
- 《中国汽车报》
- 《中国能源报》
- 《健康时报》
- 《证券时报》
- 《国际金融报》
- 《讽刺与幽默》
- 《生命时报》
- 《环球时报英文版》
- 《中国基金报》
- 《中国城市报》
- 《新闻战线》
- 《人民论坛》
- 《环球人物》
- 《新安全》
- 《中国经济周刊》
- 《民生周刊》
- 《国家人文历史》
- 《学术前沿》
- 《国家治理》
- 《人民周刊》
- 《汽车族（英语：Motor Trend）》
- 《汽车与运动》
- 《家用汽车》
- 《商用汽车》
- 《新能源汽车》
- 《城市轨道交通》
- 《平安校园》

## 历任领导
| - 张磐石（1946年5月15日 －1948年6月14日，晋冀鲁豫《人民日报》社长） - 张磐石（1948年6月15日－1949年7月31日，华北《人民日报》社长兼总编辑） - 胡乔木（1949年8月1日－1949年12月） - 范长江（1950年1月－1952年6月） - 邓拓（1952年6月－1958年9月。1959年2月正式交接） - 吴冷西（1959年2月－1966年5月31日） - 陈伯达（1966年5月31日－？，工作组组长） - 唐平铸（1967年3月18日－1968年8月。临时工作委员会负责人） - 首都工人、解放军毛泽东思想宣传队（1968年10月12日－1970年9月） - 鲁瑛（1970年9月－1976年10月7日。1970年9月至1975年2月为临时领导小组负责人，1972年7月起任看大样小组负责人；1975年2月人民日报建立新领导班子即党的核心小组、宣传小组，鲁瑛任两小组组长） - 迟浩田（1976年10月7日－1977年1月11日，党的核心小组实际负责人，1977年1月11日任党的核心小组副组长，1977年10月28日调离人民日报）（1976年10月7日迟浩田、孙轶青、郗汉生到人民日报工作） - 胡绩伟（1977年1月11日－1980年8月上旬，党的核心小组组长、总编辑、宣传小组组长。1980年8月上旬党的核心小组、宣传小组撤销，成立编辑委员会） - 胡绩伟（1982年4月6日－1983年11月2日） - 秦川（1983年11月2日－1985年12月6日） - 钱李仁（1985年12月6日－1989年6月18日） - 高狄（1989年6月18日－1992年11月23日） - 邵华泽（1992年11月23日－2000年6月23日） - 白克明（2000年6月23日－2001年8月3日） - 许中田（2001年8月3日－2002年11月1日） - 王晨（2002年11月1日－2008年3月28日） - 张研农（2008年3月28日－2014年4月30日） - 杨振武（2014年4月30日－2018年4月3日） - 李宝善（2018年4月3日－2020年10月16日） - 庹震（2020年10月16日－2024年9月27日） - 于绍良（2024年9月27日－） | - 张磐石（1946年5月15日 －1946年10月，晋冀鲁豫《人民日报》社长兼） - 吴敏（原名杨放之）（1946年10月－1948年6月14日，晋冀鲁豫《人民日报》总编辑） - 张磐石（1948年6月15日－1949年7月31日，华北《人民日报》社长兼总编辑） - 邓拓（1949年8月1日－1957年6月13日） - 吴冷西（1957年6月13日－1966年5月31日） - 陈伯达（1966年5月31日－ ？，工作组组长） - 唐平铸（1966年6月20日－1967年1月，1966年6月20日至1966年9月为代理总编辑，1966年9月人民日报改编辑委员会制为党委制，成立临时党委，唐平铸任党委第一书记，党委第二书记为常芝青；1967年1月被揪走） - 唐平铸（1967年3月18日－1968年8月。临时工作委员会负责人） - 首都工人、解放军毛泽东思想宣传队（1968年10月12日－1970年9月） - 鲁瑛（1970年9月－1976年10月7日。1970年9月至1975年2月为临时领导小组负责人，1972年7月起任看大样小组负责人；1975年2月人民日报建立新领导班子即党的核心小组、宣传小组，鲁瑛任两小组组长） - 迟浩田（1976年10月7日－1977年1月11日，党的核心小组实际负责人，1977年1月11日任党的核心小组副组长，1977年10月28日调离人民日报）（1976年10月7日迟浩田、孙轶青、郗汉生到人民日报工作） - 胡绩伟（1977年1月11日－1982年4月6日） - 秦川（1982年4月6日－1983年11月2日） - 李庄（1983年11月2日－1986年3月20日） - 谭文瑞（1986年3月20日－1989年6月18日） - 邵华泽（1989年6月18日－1993年9月20日） - 范敬宜（1993年9月20日－1998年3月18日） - 许中田（1998年3月18日－2001年8月3日） - 王晨（2001年8月3日－2003年2月21日） - 张研农（2003年2月21日－2008年4月28日） - 吴恒权（2008年4月28日－2012年10月31日） - 蔡名照（2012年11月1日－2013年4月27日） - 杨振武（2013年4月27日－2014年4月30日） - 李宝善（2014年4月30日－2018年4月3日） - 庹震（2018年4月3日－2022年2月26日） - 于绍良（2022年2月26日－2024年10月28日） - 陈建文（2024年10月28日－） |

| …… - 胡果（－2025年6月） | …… - 方江山（2018年5月－） - 崔士鑫（2021年10月－，？起兼机关党委书记） - 徐立京（2022年12月－） - 马宏伟（2024年7月－） |

| …… - 陆俊华（2021年8月－） | …… - 陆俊华（2021年8月－，纪检监察组组长兼） - 陈贽（2022年2月－，兼海外版编辑部总编辑） |

### 秘书长
……
- 余继军（2024年7月－2025年6月）